# Břest
Břest (in tedesco Briest) è un comune della Repubblica Ceca facente parte del distretto di Kroměříž, nella regione di Zlín.